# Midnight Red
Midnight Red (anteriormente conhecida como FLYTE) foi uma boyband americana  que assinou com as gravadoras Interscope, 2101 e Capitol. Em 2011, fez ato de abertura na turnê NKOTBSB Tour dos grupos New Kids on the Block e Backstreet Boys. Em 2013, lançou um EP autointitulado.
Possui dois canais oficiais no YouTube, "ItsMidnightRed" e "MidnightRedVEVO", sendo o primeiro para covers de canções de diversos artistas (como Taylor Swift, Rhianna e Nick Jonas) e o segundo para canções de sua autoria.

## Carreira

### 2009: FLYTE e a formação da Midnight Red
Midnight Red era originalmente formada por Eric Secharia, Anthony Ladao e Thomas Augusto. Secharia e Augusto fizeram o teste de 2007 para o renascimento da banda Menudo. O grupo recrutou Joey Diggs Jr. a partir de uma referência feita por um colega produtor, enquanto Colton Rudloff foi encontrado no YouTube. Em 2009, após mudarem-se para Los Angeles, Califórnia, eles formaram a FLYTE. O grupo chamou a atenção dos produtores musicais Pete Farmer, executivo da A&R, e RedOne, que trabalhou com Akon, Pitbull, Lady Gaga e Jennifer Lopez, entre outros artistas. Por meio deles, foi assinado um contrato com a Interscope e assim surgiu a Midnight Red.

### 2011: Primeiro EP e NKOTBSB Tour
Em 12 julho de 2011, a Interscope lançou o EP One Club at a Time no iTunes, trazendo a canção homônima de estreia da Midnight Red, com mais dois remixes da mesma e um cover de "Step By Step" (New Kids on the Block) produzido por RedOne. "One Club at a Time" foi utilizada pela FOX no So You Think You Can Dance para National Dance Day.
No verão de 2011, começou a fazer abertura dos shows da turnê NKOTBSB Tour e recebeu ótimas críticas.
Viajou para Paris em dezembro de 2011 para continuar gravando material para um álbum de estreia.

### 2012: Movimento da Midnight Red e "Hell Yeah"
O grupo se apresentou em muitos eventos, incluindo para o "Guard a Heart" de Larry King no Pre-Grammy Performance e abrindo para Carly Rae Jepsen no Universal City Walk e no Young Hollywood-Uneeqability. 
Seu primeiro single oficial, "Hell Yeah", recebeu airplay na estação KMXK e foi lançado para rádio na segunda metade de maio de 2012. O videoclipe para o single foi gravado em abril de 2012 na Califórnia e foi dirigido por Declan Whitebloom, que já trabalhou com artistas como Taylor Swift e One Direction. "Hell Yeah" foi lançado no iTunes em 19 de junho de 2012.

### 2013: "Take Me Home" e Capitol Records
Midnight Red lançou seu single "Take Me Home" em 16 de julho. O videoclipe foi lançado em 19 de agosto de 2013. O single foi produzido por RedOne e gravado em Los Angeles, Califórnia. "Take Me Home" também foi usado em um comercial da Coca-Cola que passou nos cinemas em todo o país.
Midnight Red assinou com a Capitol Records em junho de 2013 através de uma joint venture com a 2101 Records. Ela lançou seu EP de estreia autointitulado em 10 de dezembro de 2013 no iTunes. Para promover seu single, Midnight Red executou uma série de shows durante as férias nos Estados Unidos.

### 2014
Midnight Red fez ato de abertura na turnê Word of Mouth World Tour da boyband The Wanted no Reino Unido e Canadá. Também participou da turnê Artist to Watch Tour da MTV, que consistiu em shows em todo o leste dos Estados Unidos em dez cidades, com Austin Mahone como atração principal, além de mais outros shows que incluem Becky G e W3 The Future.
Em outubro veio ao Brasil para o Z Festival, onde se apresentou com Austin Mahone, Fifth Harmony, Fly e MC Gui.

### 2015
Em 27 de março de 2015, Joey Diggs anunciou sua saída do grupo pelo Twitter, citando "Quero experimentar um crescimento em minha vida onde a felicidade e a confiança vem em primeiro lugar."
No mesmo ano, o restante do grupo continuou com os trabalhos e a banda foi vista se apresentando em vários lugares da Ásia, decidindo em seguida pela descontinuação do projeto.

## Ex-integrantes

### Eric Secharia
Eric Secharia (Burbank, 21 de janeiro de 1992) canta desde os 6 anos e dança desde os 12, também sabe tocar guitarra e ukulele. Tem Stevie Wonder e Michael Jackson como principais influências musicais.
Foi quem fundou o grupo junto com Anthony, de quem já era amigo através de um treinador vocal em comum. Em 2007, fez teste no programa Making Menudo para fazer parte do Novo Menudo, por onde conheceu Thomas.

### Anthony Ladao
Anthony Ladao (Seattle, 11 de fevereiro de 1993) canta desde os 12 anos e dança desde os 6. Foi assistindo a  uma apresentação de Usher na MTV Video Music Awards que despertou o interesse pela dança.
Com o fim da banda, dedicou-se ao fisiculturismo.

### Thomas Augusto
Thomas Augusto (Arlington, 3 de maio de 1991) era chamado de "little entertainer" (pequeno animador) pela família quando criança porque adorava cantar para eles. É fã de Beyoncé, Radiohead e No Doubt. Ele passou anos sonhando em estar em um grande palco fazendo o que gosta de fazer.
Em 2007, fez teste no programa Making Menudo para fazer parte do Novo Menudo. Se mudou da sua casa no Texas para a Califórnia após ser chamado por Eric (que conheceu no teste para Menudo) e Anthony para se juntar ao grupo.
Após o fim da banda, continuou se dedicando ao ramo da música e atualmente segue carreira solo.

### Colton Rudloff
Colton Rudloff (Buffalo, 17 de janeiro de 1989) foi o último a entrar para a banda após ser descoberto por meio de vídeos que postou no YouTube. É um grande fã de American Idol e dá crédito ao show por expô-lo a muitos gêneros musicais diferentes. Também tentou uma vaga na quinta temporada quando tinha 16 anos, mas foi reprovado por causa da pouca idade.
Colton sempre posta fotos se divertindo em seu Instagram. Em 4 de setembro de 2015, revelou em seu perfil do Twitter que é homossexual. Após o fim da banda, tornou-se  treinador de ginástica da academia Gymnastics Unlimited, em West Seneca.

### Joey Diggs Jr.
Joey Diggs Jr. (Los Angeles, 26 de agosto de 1989) diz que aprendeu tudo que sabe com o pai, Joey Diggs Sr., um cantor e compositor mais conhecido por ser a voz por trás do jingle "Always", da Coca Cola. Enquanto Joey frequentava a Califórnia State University, foi aproveitado pelo diretor da banda no momento. 
Em 27 de março de 2015, anunciou sua saída da banda e atualmente segue carreira solo.

## Discografia

### Extended play(s)

#### One Club At a Time(2011)
- "One Club At a Time" - 3:21
- "One Club At a Time" (Kat Krazy Remix) - 4:21
- "One Club At a Time" (Purple Crush Remix) - 4:24
- "Step By Step" - 3:12

Ref: 

#### Midnight Red(2013)
- "Take Me Home" – 3:33
- "Take Me Home" (Wildboyz Club Mix) – 4:57
- "Miss Firestarter" – 3:40
- "Where Did U Go?" – 3:10
- "Nothing Lasts Forever" – 4:10

Ref: 

### Singles
- "One Club at a Time" (2011)
- "Hell Yeah" (2012)
- "Take Me Home" (2013)
- "Contigo" (2014)
- "Where Did U Go?" (2014)